# Xunhua
Xunhua är ett autonomt härad för salar-folket inom prefekturen Haidong i Qinghai-provinsen, Folkrepubliken Kina. Det ligger omkring 120 kilometer sydost om provinshuvudstaden Xining. Xunhua ligger till största delen söder om Gula floden, som bildar nordgräns i halva dess lopp genom häradet.
I häradet finns en stor moské där Kinas största exemplar av Koranen förvaras. Häradet har också en betydande tibetansk befolkning, och den tionde Panchen Lama Chökyi Gyaltsen föddes här.